# مايكروسوفت أوفيس Mix
مايكروسوفت أوفيس ميكس (أو بإختصار "أوفيس ميكس") كانت خدمة مقدمة من مايكروسوفت كجزء من مجموعة أوفيس الخاصة بهم. تم تقديم أوفيس ميكس في عام 2014، وتم تقديمه كجزء من اشتراك أوفيس 365 ، قبل أن يتم إيقافه في 1 مايو 2018  يظل موقع أوفيس ميكس نشطًا، ولكن عند زيارة الموقع ، فإنه يقدم رسالة تنص على أن الخدمة غير متاحة الآن.
كان أوفيس ميكس عبارة عن وظيفة إضافية لأوفيس تم دمجها في برنامج مايكروسوفت باوربوينت والذي تم تصميمه ليكون خدمة تعليمية لمساعدة المعلمين في إنشاء عروض تقديمية تفاعلية للفصل. سمح للمستخدم بأداء مهام مختلفة مثل إدخال الحبر والسرد واستطلاعات الرأي ولقطات الشاشة بشكل مباشر في العرض التقديمي ومشاركة إبداعاتهم عن طريق التصدير في تنسيق فيديو الكمبيوتر أو نشره على منصة أوفيس 365 فيديو عبر الإنترنت ، وعرض البيانات الإحصائية على المستخدمين الذين يشاهدون إبداعاتهم من خلال خانة التحليلات كانت الخدمة متاحة لمايكروسوفت أوفيس 2013 ومايكروسوفت أوفيس 2016 وتم إتاحتها فقط لنظام تشغيل ويندوز.

## التثبيت
لم يتم تضمين أوفيس ميكس في برنامج مايكروسوفت باوربوينت. بدلاً من ذلك، كان على المستخدم الحصول على مثبت الوظيفة الإضافية لأوفيس ميكس من خلال موقع ويب mix.office.com لدمج الوظيفة الإضافية لأوفيس ميكس في برنامج مايكروسوفت باوربوينت وستظهر علامة تبويب عالمية باسم "Mix" عبر واجهة التطبيق حيث يمكن للمستخدم الوصول إلى الخيارات المختلفة المتعلقة بـأوفيس ميكس.
ملاحظة: سيُطلب من المستخدم إثبات ملكيته لحساب مايكروسوفت 365 واثبات نشاط الحساب من خلال حساب مايكروسوفت الشخصي الخاص بك أو حساب تديره مؤسستك أو شركتك، أو خدمة تسجيل الدخول الأحادي طريق حساب جوجل او فيسبوك.

## السمات
سمحت خدمة أوفيس ميكس بالميزات التالية للمستخدم:
- رسم بالحبر وإضافة تعليقات توضيحية لعروض مايكروسوفت باوربوينت التقديمية وإدراج السرد واستطلاعات الرأي ولقطات الشاشة مباشرةً.
- شارك إبداعات المستخدم على أوفيس ميكس عن طريق تصديرالتصميم إلى تنسيق فيديو كمبيوتر أو نشره على نظام أوفيس 365 فيديوأوفيس 365 فيديو الأساسي عبر الإنترنت.
- توليد وعرض بيانات إحصائية عن المستخدمين الذين يشاهدون إبداعاتهم من خلال أدوات التحليل .

## التوقف
اعتبارًا من 1 مايو 2018 ، تم إيقاف خدمة أوفيس ميكس رسميًا من قِبل ويندوز وأصبح يتعذر الوصول إليها لجميع العملاء بعد أن تم إرسال إشعار عبر البريد الإلكتروني للمستخدمين لإصدارهم عدة أشهر لاسترداد جميع محتوياتهم ومزج النظام الأساسي قبل إيقاف التشغيل. بعد التوقف ، تم تضمين ميزات أوفيس ميكس بدلاً من ذلك في برنامج مايكروسوفت باوربوينت للمستخدمين الذين حصلوا على أوفيس أونلاين عبر اشتراك مايكروسوفت 365 الذي يظل متاحًا.